# Триходова задача
Триходова задача, триходівка (англ. threemover, рос. трехходовая задача) — шахова задача з умовою дати мат за 3 ходи.
- В ортодоксальній композиції задача з умовою: білі починають і оголошують мат чорним за 3 ходи. Ортодоксальне триходове завдання є історично сформованим жанром шахової композиції; за замовчуванням термін «Триходівка» («Мат за 3 ходи») означає саме «ортодоксальну триходову задачу».

- У неортодоксальній композиції — *: Завдання на кооперативний мат: чорні починають[1] і допомагають білим оголосити мат чорному королю за 3 ходи;
Завдання на зворотний мат: білі починають і змушують чорних оголосити мат білому королю в 3 ходи.

- У казкових задачах можливою метою гри може бути досягнення пата в 3 ходи (прямий пат, кооперативний пат, зворотний пат), також можливі нові правила гри або різні комбінації перерахованих вище.

У триходовій задачі (а також в чотириходових) були сформульовані основні принципи магістральних напрямів в шахової задачі (див. Чеська школа, Логічна школа, Стратегічна школа).

## Приклади
|   | a | b | c | d | e | f | g | h |   |
| 8 | f8 білий кінь · a7 чорна тура · e7 білий слон · f7 чорний пішак · g7 чорний король · h7 чорний пішак · g6 чорний пішак · d5 чорний ферзь · f4 білий ферзь · h4 білий король | f8 білий кінь · a7 чорна тура · e7 білий слон · f7 чорний пішак · g7 чорний король · h7 чорний пішак · g6 чорний пішак · d5 чорний ферзь · f4 білий ферзь · h4 білий король | f8 білий кінь · a7 чорна тура · e7 білий слон · f7 чорний пішак · g7 чорний король · h7 чорний пішак · g6 чорний пішак · d5 чорний ферзь · f4 білий ферзь · h4 білий король | f8 білий кінь · a7 чорна тура · e7 білий слон · f7 чорний пішак · g7 чорний король · h7 чорний пішак · g6 чорний пішак · d5 чорний ферзь · f4 білий ферзь · h4 білий король | f8 білий кінь · a7 чорна тура · e7 білий слон · f7 чорний пішак · g7 чорний король · h7 чорний пішак · g6 чорний пішак · d5 чорний ферзь · f4 білий ферзь · h4 білий король | f8 білий кінь · a7 чорна тура · e7 білий слон · f7 чорний пішак · g7 чорний король · h7 чорний пішак · g6 чорний пішак · d5 чорний ферзь · f4 білий ферзь · h4 білий король | f8 білий кінь · a7 чорна тура · e7 білий слон · f7 чорний пішак · g7 чорний король · h7 чорний пішак · g6 чорний пішак · d5 чорний ферзь · f4 білий ферзь · h4 білий король | f8 білий кінь · a7 чорна тура · e7 білий слон · f7 чорний пішак · g7 чорний король · h7 чорний пішак · g6 чорний пішак · d5 чорний ферзь · f4 білий ферзь · h4 білий король | 8 |
| 7 | f8 білий кінь · a7 чорна тура · e7 білий слон · f7 чорний пішак · g7 чорний король · h7 чорний пішак · g6 чорний пішак · d5 чорний ферзь · f4 білий ферзь · h4 білий король | f8 білий кінь · a7 чорна тура · e7 білий слон · f7 чорний пішак · g7 чорний король · h7 чорний пішак · g6 чорний пішак · d5 чорний ферзь · f4 білий ферзь · h4 білий король | f8 білий кінь · a7 чорна тура · e7 білий слон · f7 чорний пішак · g7 чорний король · h7 чорний пішак · g6 чорний пішак · d5 чорний ферзь · f4 білий ферзь · h4 білий король | f8 білий кінь · a7 чорна тура · e7 білий слон · f7 чорний пішак · g7 чорний король · h7 чорний пішак · g6 чорний пішак · d5 чорний ферзь · f4 білий ферзь · h4 білий король | f8 білий кінь · a7 чорна тура · e7 білий слон · f7 чорний пішак · g7 чорний король · h7 чорний пішак · g6 чорний пішак · d5 чорний ферзь · f4 білий ферзь · h4 білий король | f8 білий кінь · a7 чорна тура · e7 білий слон · f7 чорний пішак · g7 чорний король · h7 чорний пішак · g6 чорний пішак · d5 чорний ферзь · f4 білий ферзь · h4 білий король | f8 білий кінь · a7 чорна тура · e7 білий слон · f7 чорний пішак · g7 чорний король · h7 чорний пішак · g6 чорний пішак · d5 чорний ферзь · f4 білий ферзь · h4 білий король | f8 білий кінь · a7 чорна тура · e7 білий слон · f7 чорний пішак · g7 чорний король · h7 чорний пішак · g6 чорний пішак · d5 чорний ферзь · f4 білий ферзь · h4 білий король | 7 |
| 6 | f8 білий кінь · a7 чорна тура · e7 білий слон · f7 чорний пішак · g7 чорний король · h7 чорний пішак · g6 чорний пішак · d5 чорний ферзь · f4 білий ферзь · h4 білий король | f8 білий кінь · a7 чорна тура · e7 білий слон · f7 чорний пішак · g7 чорний король · h7 чорний пішак · g6 чорний пішак · d5 чорний ферзь · f4 білий ферзь · h4 білий король | f8 білий кінь · a7 чорна тура · e7 білий слон · f7 чорний пішак · g7 чорний король · h7 чорний пішак · g6 чорний пішак · d5 чорний ферзь · f4 білий ферзь · h4 білий король | f8 білий кінь · a7 чорна тура · e7 білий слон · f7 чорний пішак · g7 чорний король · h7 чорний пішак · g6 чорний пішак · d5 чорний ферзь · f4 білий ферзь · h4 білий король | f8 білий кінь · a7 чорна тура · e7 білий слон · f7 чорний пішак · g7 чорний король · h7 чорний пішак · g6 чорний пішак · d5 чорний ферзь · f4 білий ферзь · h4 білий король | f8 білий кінь · a7 чорна тура · e7 білий слон · f7 чорний пішак · g7 чорний король · h7 чорний пішак · g6 чорний пішак · d5 чорний ферзь · f4 білий ферзь · h4 білий король | f8 білий кінь · a7 чорна тура · e7 білий слон · f7 чорний пішак · g7 чорний король · h7 чорний пішак · g6 чорний пішак · d5 чорний ферзь · f4 білий ферзь · h4 білий король | f8 білий кінь · a7 чорна тура · e7 білий слон · f7 чорний пішак · g7 чорний король · h7 чорний пішак · g6 чорний пішак · d5 чорний ферзь · f4 білий ферзь · h4 білий король | 6 |
| 5 | f8 білий кінь · a7 чорна тура · e7 білий слон · f7 чорний пішак · g7 чорний король · h7 чорний пішак · g6 чорний пішак · d5 чорний ферзь · f4 білий ферзь · h4 білий король | f8 білий кінь · a7 чорна тура · e7 білий слон · f7 чорний пішак · g7 чорний король · h7 чорний пішак · g6 чорний пішак · d5 чорний ферзь · f4 білий ферзь · h4 білий король | f8 білий кінь · a7 чорна тура · e7 білий слон · f7 чорний пішак · g7 чорний король · h7 чорний пішак · g6 чорний пішак · d5 чорний ферзь · f4 білий ферзь · h4 білий король | f8 білий кінь · a7 чорна тура · e7 білий слон · f7 чорний пішак · g7 чорний король · h7 чорний пішак · g6 чорний пішак · d5 чорний ферзь · f4 білий ферзь · h4 білий король | f8 білий кінь · a7 чорна тура · e7 білий слон · f7 чорний пішак · g7 чорний король · h7 чорний пішак · g6 чорний пішак · d5 чорний ферзь · f4 білий ферзь · h4 білий король | f8 білий кінь · a7 чорна тура · e7 білий слон · f7 чорний пішак · g7 чорний король · h7 чорний пішак · g6 чорний пішак · d5 чорний ферзь · f4 білий ферзь · h4 білий король | f8 білий кінь · a7 чорна тура · e7 білий слон · f7 чорний пішак · g7 чорний король · h7 чорний пішак · g6 чорний пішак · d5 чорний ферзь · f4 білий ферзь · h4 білий король | f8 білий кінь · a7 чорна тура · e7 білий слон · f7 чорний пішак · g7 чорний король · h7 чорний пішак · g6 чорний пішак · d5 чорний ферзь · f4 білий ферзь · h4 білий король | 5 |
| 4 | f8 білий кінь · a7 чорна тура · e7 білий слон · f7 чорний пішак · g7 чорний король · h7 чорний пішак · g6 чорний пішак · d5 чорний ферзь · f4 білий ферзь · h4 білий король | f8 білий кінь · a7 чорна тура · e7 білий слон · f7 чорний пішак · g7 чорний король · h7 чорний пішак · g6 чорний пішак · d5 чорний ферзь · f4 білий ферзь · h4 білий король | f8 білий кінь · a7 чорна тура · e7 білий слон · f7 чорний пішак · g7 чорний король · h7 чорний пішак · g6 чорний пішак · d5 чорний ферзь · f4 білий ферзь · h4 білий король | f8 білий кінь · a7 чорна тура · e7 білий слон · f7 чорний пішак · g7 чорний король · h7 чорний пішак · g6 чорний пішак · d5 чорний ферзь · f4 білий ферзь · h4 білий король | f8 білий кінь · a7 чорна тура · e7 білий слон · f7 чорний пішак · g7 чорний король · h7 чорний пішак · g6 чорний пішак · d5 чорний ферзь · f4 білий ферзь · h4 білий король | f8 білий кінь · a7 чорна тура · e7 білий слон · f7 чорний пішак · g7 чорний король · h7 чорний пішак · g6 чорний пішак · d5 чорний ферзь · f4 білий ферзь · h4 білий король | f8 білий кінь · a7 чорна тура · e7 білий слон · f7 чорний пішак · g7 чорний король · h7 чорний пішак · g6 чорний пішак · d5 чорний ферзь · f4 білий ферзь · h4 білий король | f8 білий кінь · a7 чорна тура · e7 білий слон · f7 чорний пішак · g7 чорний король · h7 чорний пішак · g6 чорний пішак · d5 чорний ферзь · f4 білий ферзь · h4 білий король | 4 |
| 3 | f8 білий кінь · a7 чорна тура · e7 білий слон · f7 чорний пішак · g7 чорний король · h7 чорний пішак · g6 чорний пішак · d5 чорний ферзь · f4 білий ферзь · h4 білий король | f8 білий кінь · a7 чорна тура · e7 білий слон · f7 чорний пішак · g7 чорний король · h7 чорний пішак · g6 чорний пішак · d5 чорний ферзь · f4 білий ферзь · h4 білий король | f8 білий кінь · a7 чорна тура · e7 білий слон · f7 чорний пішак · g7 чорний король · h7 чорний пішак · g6 чорний пішак · d5 чорний ферзь · f4 білий ферзь · h4 білий король | f8 білий кінь · a7 чорна тура · e7 білий слон · f7 чорний пішак · g7 чорний король · h7 чорний пішак · g6 чорний пішак · d5 чорний ферзь · f4 білий ферзь · h4 білий король | f8 білий кінь · a7 чорна тура · e7 білий слон · f7 чорний пішак · g7 чорний король · h7 чорний пішак · g6 чорний пішак · d5 чорний ферзь · f4 білий ферзь · h4 білий король | f8 білий кінь · a7 чорна тура · e7 білий слон · f7 чорний пішак · g7 чорний король · h7 чорний пішак · g6 чорний пішак · d5 чорний ферзь · f4 білий ферзь · h4 білий король | f8 білий кінь · a7 чорна тура · e7 білий слон · f7 чорний пішак · g7 чорний король · h7 чорний пішак · g6 чорний пішак · d5 чорний ферзь · f4 білий ферзь · h4 білий король | f8 білий кінь · a7 чорна тура · e7 білий слон · f7 чорний пішак · g7 чорний король · h7 чорний пішак · g6 чорний пішак · d5 чорний ферзь · f4 білий ферзь · h4 білий король | 3 |
| 2 | f8 білий кінь · a7 чорна тура · e7 білий слон · f7 чорний пішак · g7 чорний король · h7 чорний пішак · g6 чорний пішак · d5 чорний ферзь · f4 білий ферзь · h4 білий король | f8 білий кінь · a7 чорна тура · e7 білий слон · f7 чорний пішак · g7 чорний король · h7 чорний пішак · g6 чорний пішак · d5 чорний ферзь · f4 білий ферзь · h4 білий король | f8 білий кінь · a7 чорна тура · e7 білий слон · f7 чорний пішак · g7 чорний король · h7 чорний пішак · g6 чорний пішак · d5 чорний ферзь · f4 білий ферзь · h4 білий король | f8 білий кінь · a7 чорна тура · e7 білий слон · f7 чорний пішак · g7 чорний король · h7 чорний пішак · g6 чорний пішак · d5 чорний ферзь · f4 білий ферзь · h4 білий король | f8 білий кінь · a7 чорна тура · e7 білий слон · f7 чорний пішак · g7 чорний король · h7 чорний пішак · g6 чорний пішак · d5 чорний ферзь · f4 білий ферзь · h4 білий король | f8 білий кінь · a7 чорна тура · e7 білий слон · f7 чорний пішак · g7 чорний король · h7 чорний пішак · g6 чорний пішак · d5 чорний ферзь · f4 білий ферзь · h4 білий король | f8 білий кінь · a7 чорна тура · e7 білий слон · f7 чорний пішак · g7 чорний король · h7 чорний пішак · g6 чорний пішак · d5 чорний ферзь · f4 білий ферзь · h4 білий король | f8 білий кінь · a7 чорна тура · e7 білий слон · f7 чорний пішак · g7 чорний король · h7 чорний пішак · g6 чорний пішак · d5 чорний ферзь · f4 білий ферзь · h4 білий король | 2 |
| 1 | f8 білий кінь · a7 чорна тура · e7 білий слон · f7 чорний пішак · g7 чорний король · h7 чорний пішак · g6 чорний пішак · d5 чорний ферзь · f4 білий ферзь · h4 білий король | f8 білий кінь · a7 чорна тура · e7 білий слон · f7 чорний пішак · g7 чорний король · h7 чорний пішак · g6 чорний пішак · d5 чорний ферзь · f4 білий ферзь · h4 білий король | f8 білий кінь · a7 чорна тура · e7 білий слон · f7 чорний пішак · g7 чорний король · h7 чорний пішак · g6 чорний пішак · d5 чорний ферзь · f4 білий ферзь · h4 білий король | f8 білий кінь · a7 чорна тура · e7 білий слон · f7 чорний пішак · g7 чорний король · h7 чорний пішак · g6 чорний пішак · d5 чорний ферзь · f4 білий ферзь · h4 білий король | f8 білий кінь · a7 чорна тура · e7 білий слон · f7 чорний пішак · g7 чорний король · h7 чорний пішак · g6 чорний пішак · d5 чорний ферзь · f4 білий ферзь · h4 білий король | f8 білий кінь · a7 чорна тура · e7 білий слон · f7 чорний пішак · g7 чорний король · h7 чорний пішак · g6 чорний пішак · d5 чорний ферзь · f4 білий ферзь · h4 білий король | f8 білий кінь · a7 чорна тура · e7 білий слон · f7 чорний пішак · g7 чорний король · h7 чорний пішак · g6 чорний пішак · d5 чорний ферзь · f4 білий ферзь · h4 білий король | f8 білий кінь · a7 чорна тура · e7 білий слон · f7 чорний пішак · g7 чорний король · h7 чорний пішак · g6 чорний пішак · d5 чорний ферзь · f4 білий ферзь · h4 білий король | 1 |
|   | a | b | c | d | e | f | g | h |   |

|   | a | b | c | d | e | f | g | h |   |
| 8 | f8 білий кінь · h8 чорний король · f7 білий пішак · g7 чорний пішак · h7 чорний пішак · c4 білий ферзь · g4 чорний пішак · a1 чорний слон · h1 білий король | f8 білий кінь · h8 чорний король · f7 білий пішак · g7 чорний пішак · h7 чорний пішак · c4 білий ферзь · g4 чорний пішак · a1 чорний слон · h1 білий король | f8 білий кінь · h8 чорний король · f7 білий пішак · g7 чорний пішак · h7 чорний пішак · c4 білий ферзь · g4 чорний пішак · a1 чорний слон · h1 білий король | f8 білий кінь · h8 чорний король · f7 білий пішак · g7 чорний пішак · h7 чорний пішак · c4 білий ферзь · g4 чорний пішак · a1 чорний слон · h1 білий король | f8 білий кінь · h8 чорний король · f7 білий пішак · g7 чорний пішак · h7 чорний пішак · c4 білий ферзь · g4 чорний пішак · a1 чорний слон · h1 білий король | f8 білий кінь · h8 чорний король · f7 білий пішак · g7 чорний пішак · h7 чорний пішак · c4 білий ферзь · g4 чорний пішак · a1 чорний слон · h1 білий король | f8 білий кінь · h8 чорний король · f7 білий пішак · g7 чорний пішак · h7 чорний пішак · c4 білий ферзь · g4 чорний пішак · a1 чорний слон · h1 білий король | f8 білий кінь · h8 чорний король · f7 білий пішак · g7 чорний пішак · h7 чорний пішак · c4 білий ферзь · g4 чорний пішак · a1 чорний слон · h1 білий король | 8 |
| 7 | f8 білий кінь · h8 чорний король · f7 білий пішак · g7 чорний пішак · h7 чорний пішак · c4 білий ферзь · g4 чорний пішак · a1 чорний слон · h1 білий король | f8 білий кінь · h8 чорний король · f7 білий пішак · g7 чорний пішак · h7 чорний пішак · c4 білий ферзь · g4 чорний пішак · a1 чорний слон · h1 білий король | f8 білий кінь · h8 чорний король · f7 білий пішак · g7 чорний пішак · h7 чорний пішак · c4 білий ферзь · g4 чорний пішак · a1 чорний слон · h1 білий король | f8 білий кінь · h8 чорний король · f7 білий пішак · g7 чорний пішак · h7 чорний пішак · c4 білий ферзь · g4 чорний пішак · a1 чорний слон · h1 білий король | f8 білий кінь · h8 чорний король · f7 білий пішак · g7 чорний пішак · h7 чорний пішак · c4 білий ферзь · g4 чорний пішак · a1 чорний слон · h1 білий король | f8 білий кінь · h8 чорний король · f7 білий пішак · g7 чорний пішак · h7 чорний пішак · c4 білий ферзь · g4 чорний пішак · a1 чорний слон · h1 білий король | f8 білий кінь · h8 чорний король · f7 білий пішак · g7 чорний пішак · h7 чорний пішак · c4 білий ферзь · g4 чорний пішак · a1 чорний слон · h1 білий король | f8 білий кінь · h8 чорний король · f7 білий пішак · g7 чорний пішак · h7 чорний пішак · c4 білий ферзь · g4 чорний пішак · a1 чорний слон · h1 білий король | 7 |
| 6 | f8 білий кінь · h8 чорний король · f7 білий пішак · g7 чорний пішак · h7 чорний пішак · c4 білий ферзь · g4 чорний пішак · a1 чорний слон · h1 білий король | f8 білий кінь · h8 чорний король · f7 білий пішак · g7 чорний пішак · h7 чорний пішак · c4 білий ферзь · g4 чорний пішак · a1 чорний слон · h1 білий король | f8 білий кінь · h8 чорний король · f7 білий пішак · g7 чорний пішак · h7 чорний пішак · c4 білий ферзь · g4 чорний пішак · a1 чорний слон · h1 білий король | f8 білий кінь · h8 чорний король · f7 білий пішак · g7 чорний пішак · h7 чорний пішак · c4 білий ферзь · g4 чорний пішак · a1 чорний слон · h1 білий король | f8 білий кінь · h8 чорний король · f7 білий пішак · g7 чорний пішак · h7 чорний пішак · c4 білий ферзь · g4 чорний пішак · a1 чорний слон · h1 білий король | f8 білий кінь · h8 чорний король · f7 білий пішак · g7 чорний пішак · h7 чорний пішак · c4 білий ферзь · g4 чорний пішак · a1 чорний слон · h1 білий король | f8 білий кінь · h8 чорний король · f7 білий пішак · g7 чорний пішак · h7 чорний пішак · c4 білий ферзь · g4 чорний пішак · a1 чорний слон · h1 білий король | f8 білий кінь · h8 чорний король · f7 білий пішак · g7 чорний пішак · h7 чорний пішак · c4 білий ферзь · g4 чорний пішак · a1 чорний слон · h1 білий король | 6 |
| 5 | f8 білий кінь · h8 чорний король · f7 білий пішак · g7 чорний пішак · h7 чорний пішак · c4 білий ферзь · g4 чорний пішак · a1 чорний слон · h1 білий король | f8 білий кінь · h8 чорний король · f7 білий пішак · g7 чорний пішак · h7 чорний пішак · c4 білий ферзь · g4 чорний пішак · a1 чорний слон · h1 білий король | f8 білий кінь · h8 чорний король · f7 білий пішак · g7 чорний пішак · h7 чорний пішак · c4 білий ферзь · g4 чорний пішак · a1 чорний слон · h1 білий король | f8 білий кінь · h8 чорний король · f7 білий пішак · g7 чорний пішак · h7 чорний пішак · c4 білий ферзь · g4 чорний пішак · a1 чорний слон · h1 білий король | f8 білий кінь · h8 чорний король · f7 білий пішак · g7 чорний пішак · h7 чорний пішак · c4 білий ферзь · g4 чорний пішак · a1 чорний слон · h1 білий король | f8 білий кінь · h8 чорний король · f7 білий пішак · g7 чорний пішак · h7 чорний пішак · c4 білий ферзь · g4 чорний пішак · a1 чорний слон · h1 білий король | f8 білий кінь · h8 чорний король · f7 білий пішак · g7 чорний пішак · h7 чорний пішак · c4 білий ферзь · g4 чорний пішак · a1 чорний слон · h1 білий король | f8 білий кінь · h8 чорний король · f7 білий пішак · g7 чорний пішак · h7 чорний пішак · c4 білий ферзь · g4 чорний пішак · a1 чорний слон · h1 білий король | 5 |
| 4 | f8 білий кінь · h8 чорний король · f7 білий пішак · g7 чорний пішак · h7 чорний пішак · c4 білий ферзь · g4 чорний пішак · a1 чорний слон · h1 білий король | f8 білий кінь · h8 чорний король · f7 білий пішак · g7 чорний пішак · h7 чорний пішак · c4 білий ферзь · g4 чорний пішак · a1 чорний слон · h1 білий король | f8 білий кінь · h8 чорний король · f7 білий пішак · g7 чорний пішак · h7 чорний пішак · c4 білий ферзь · g4 чорний пішак · a1 чорний слон · h1 білий король | f8 білий кінь · h8 чорний король · f7 білий пішак · g7 чорний пішак · h7 чорний пішак · c4 білий ферзь · g4 чорний пішак · a1 чорний слон · h1 білий король | f8 білий кінь · h8 чорний король · f7 білий пішак · g7 чорний пішак · h7 чорний пішак · c4 білий ферзь · g4 чорний пішак · a1 чорний слон · h1 білий король | f8 білий кінь · h8 чорний король · f7 білий пішак · g7 чорний пішак · h7 чорний пішак · c4 білий ферзь · g4 чорний пішак · a1 чорний слон · h1 білий король | f8 білий кінь · h8 чорний король · f7 білий пішак · g7 чорний пішак · h7 чорний пішак · c4 білий ферзь · g4 чорний пішак · a1 чорний слон · h1 білий король | f8 білий кінь · h8 чорний король · f7 білий пішак · g7 чорний пішак · h7 чорний пішак · c4 білий ферзь · g4 чорний пішак · a1 чорний слон · h1 білий король | 4 |
| 3 | f8 білий кінь · h8 чорний король · f7 білий пішак · g7 чорний пішак · h7 чорний пішак · c4 білий ферзь · g4 чорний пішак · a1 чорний слон · h1 білий король | f8 білий кінь · h8 чорний король · f7 білий пішак · g7 чорний пішак · h7 чорний пішак · c4 білий ферзь · g4 чорний пішак · a1 чорний слон · h1 білий король | f8 білий кінь · h8 чорний король · f7 білий пішак · g7 чорний пішак · h7 чорний пішак · c4 білий ферзь · g4 чорний пішак · a1 чорний слон · h1 білий король | f8 білий кінь · h8 чорний король · f7 білий пішак · g7 чорний пішак · h7 чорний пішак · c4 білий ферзь · g4 чорний пішак · a1 чорний слон · h1 білий король | f8 білий кінь · h8 чорний король · f7 білий пішак · g7 чорний пішак · h7 чорний пішак · c4 білий ферзь · g4 чорний пішак · a1 чорний слон · h1 білий король | f8 білий кінь · h8 чорний король · f7 білий пішак · g7 чорний пішак · h7 чорний пішак · c4 білий ферзь · g4 чорний пішак · a1 чорний слон · h1 білий король | f8 білий кінь · h8 чорний король · f7 білий пішак · g7 чорний пішак · h7 чорний пішак · c4 білий ферзь · g4 чорний пішак · a1 чорний слон · h1 білий король | f8 білий кінь · h8 чорний король · f7 білий пішак · g7 чорний пішак · h7 чорний пішак · c4 білий ферзь · g4 чорний пішак · a1 чорний слон · h1 білий король | 3 |
| 2 | f8 білий кінь · h8 чорний король · f7 білий пішак · g7 чорний пішак · h7 чорний пішак · c4 білий ферзь · g4 чорний пішак · a1 чорний слон · h1 білий король | f8 білий кінь · h8 чорний король · f7 білий пішак · g7 чорний пішак · h7 чорний пішак · c4 білий ферзь · g4 чорний пішак · a1 чорний слон · h1 білий король | f8 білий кінь · h8 чорний король · f7 білий пішак · g7 чорний пішак · h7 чорний пішак · c4 білий ферзь · g4 чорний пішак · a1 чорний слон · h1 білий король | f8 білий кінь · h8 чорний король · f7 білий пішак · g7 чорний пішак · h7 чорний пішак · c4 білий ферзь · g4 чорний пішак · a1 чорний слон · h1 білий король | f8 білий кінь · h8 чорний король · f7 білий пішак · g7 чорний пішак · h7 чорний пішак · c4 білий ферзь · g4 чорний пішак · a1 чорний слон · h1 білий король | f8 білий кінь · h8 чорний король · f7 білий пішак · g7 чорний пішак · h7 чорний пішак · c4 білий ферзь · g4 чорний пішак · a1 чорний слон · h1 білий король | f8 білий кінь · h8 чорний король · f7 білий пішак · g7 чорний пішак · h7 чорний пішак · c4 білий ферзь · g4 чорний пішак · a1 чорний слон · h1 білий король | f8 білий кінь · h8 чорний король · f7 білий пішак · g7 чорний пішак · h7 чорний пішак · c4 білий ферзь · g4 чорний пішак · a1 чорний слон · h1 білий король | 2 |
| 1 | f8 білий кінь · h8 чорний король · f7 білий пішак · g7 чорний пішак · h7 чорний пішак · c4 білий ферзь · g4 чорний пішак · a1 чорний слон · h1 білий король | f8 білий кінь · h8 чорний король · f7 білий пішак · g7 чорний пішак · h7 чорний пішак · c4 білий ферзь · g4 чорний пішак · a1 чорний слон · h1 білий король | f8 білий кінь · h8 чорний король · f7 білий пішак · g7 чорний пішак · h7 чорний пішак · c4 білий ферзь · g4 чорний пішак · a1 чорний слон · h1 білий король | f8 білий кінь · h8 чорний король · f7 білий пішак · g7 чорний пішак · h7 чорний пішак · c4 білий ферзь · g4 чорний пішак · a1 чорний слон · h1 білий король | f8 білий кінь · h8 чорний король · f7 білий пішак · g7 чорний пішак · h7 чорний пішак · c4 білий ферзь · g4 чорний пішак · a1 чорний слон · h1 білий король | f8 білий кінь · h8 чорний король · f7 білий пішак · g7 чорний пішак · h7 чорний пішак · c4 білий ферзь · g4 чорний пішак · a1 чорний слон · h1 білий король | f8 білий кінь · h8 чорний король · f7 білий пішак · g7 чорний пішак · h7 чорний пішак · c4 білий ферзь · g4 чорний пішак · a1 чорний слон · h1 білий король | f8 білий кінь · h8 чорний король · f7 білий пішак · g7 чорний пішак · h7 чорний пішак · c4 білий ферзь · g4 чорний пішак · a1 чорний слон · h1 білий король | 1 |
|   | a | b | c | d | e | f | g | h |   |

1. … Сb2 2. Фb1!

1. … Сc3 (d4) 2. Фd3

1. … Сe5 (f6) 2. Фf5

1. … g3 2. Кg6+ hg 3. Фh3x